# Wefensleben
Wefensleben és un municipi del municipi conjunt d'Obere Aller a l'estat de Saxònia-Anhalt. que tenia uns 1853 habitants el 2012. El 1939 tenia 1110 habitants. El 1990 la població era de 3189 habitants però l'abolició de la frontera després de la reunificació alemanya del 1990 va causar una gran pèrdua de llocs de treball.

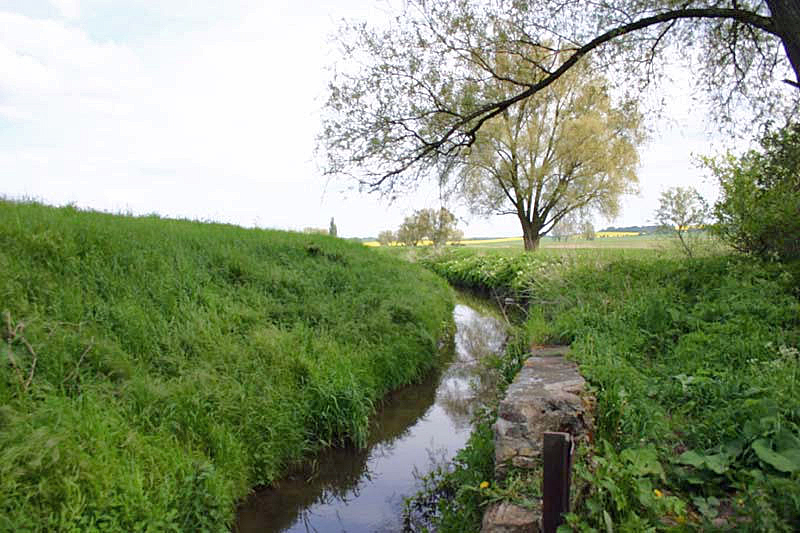
L'Aller

Es troba a la confluència del riu Aller (Àl·ler) i del Beeck a la zona geogràfica del Magdeburger Börde. Fins a la descoberta d'un jaciment de carbó el 1741 era un poble rural. Poc després també va explotar-se una carrera de gres utilitzat per a la construcció. Des de l'inici del segle XX s'hi van explotar mines de sal i de potassa. Vers la fi dels anys 1960, a l'època de la República Democràtica Alemanya (RDA) va esdevenir un dormitori per als funcionaris que treballaven al costat oriental del pas fronterer de Helmstedt (oest) i Marienborn (est), el més important a l'autopista camí cap a Berlín Occidental, de les quals les instal·lacions avui van ser transformades en monument commemoratiu al costat d'una àrea de descans. El 1950, l'antic municipi de Belsdorf va fusionar amb Wefensleben. Des del 1978 també s'explota un jaciment d'argila d'alta qualitat per a fer maons, que va ser integrat al grup multinacional Wienerberger.
Llocs d'interés
- El colomar barroc de Belsdorf

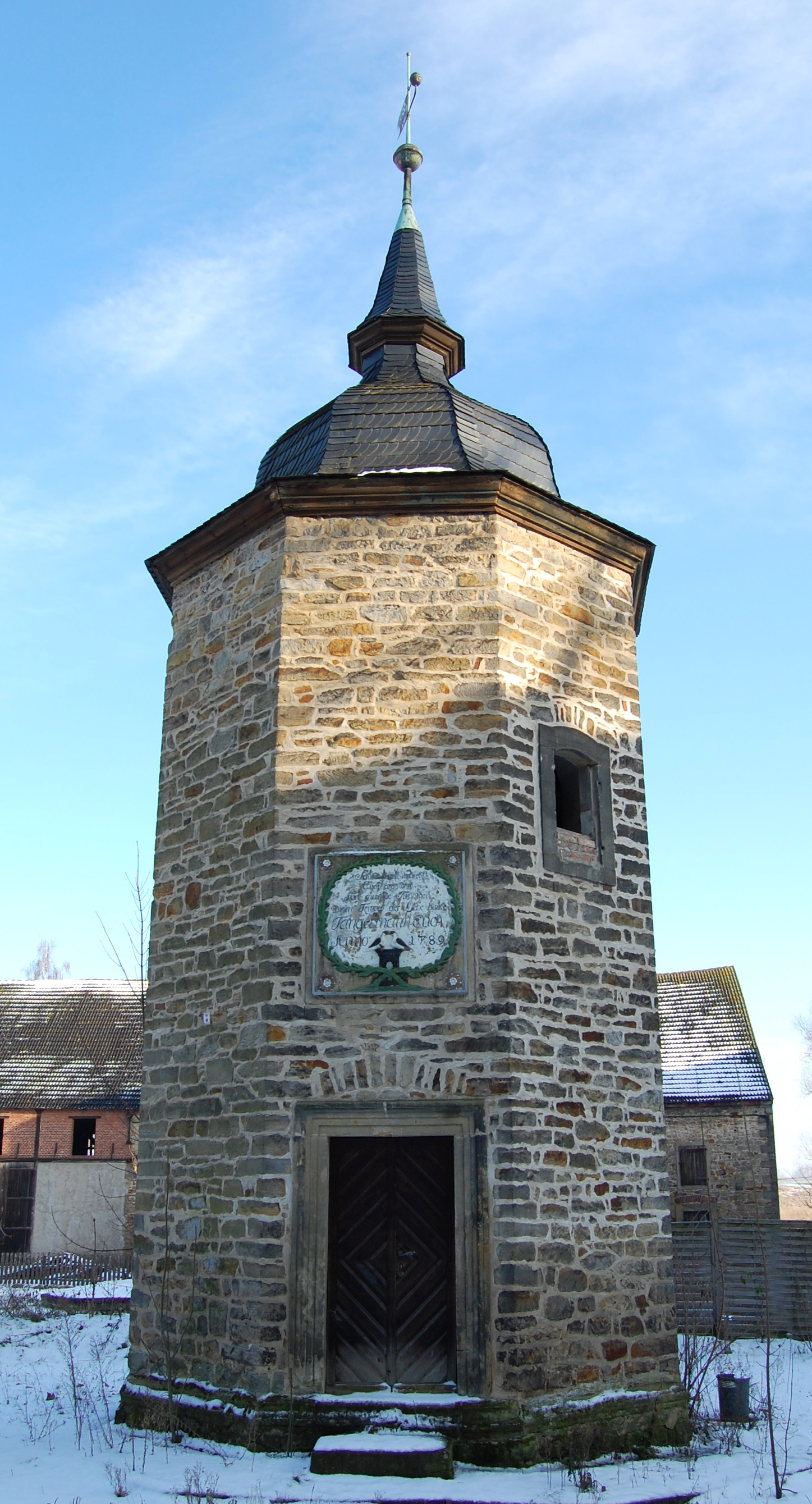
Colomar de Belsdorf

- El monument l'escola del carrer Bahnhofstrasse dedicat a Hans Beimler (1895-1936) membre de les Brigades Internacionals, mort a Madrid a la batalla de la carretera de la Corunya

## Enllaços i referències
1. ↑  «Wefensleben». Gran Enciclopèdia Catalana.  Barcelona:  Grup Enciclopèdia Catalana.
2. ↑  Rademacher, Michael. «Deutsche Verwaltungsgeschichte von der Reichseinigung 1871 bis zur Wiedervereinigung 1990» (en alemany). [Consulta: 23 octubre 2014].